# École du ski français
Pour les articles homonymes, voir ESF.
Ne doit pas être confondu avec École de ski internationale.
L'École du ski français (ESF, également typographié esf) est une entreprise privée française proposant des services d'apprentissage des sports d'hiver. Elle est créée en 1945. Elle est organisée en réseau de 220 écoles ayant une gestion locale autonome et réparties dans la plupart des stations de sports d'hiver en France. Elle regroupe environ 17 000 monitrices et moniteurs affiliés au Syndicat national des moniteurs du ski français (SNMSF) auquel l'école appartient. Il s'agit de la plus grande école de ski au monde.

## Historique

### Contexte
Au début du vingtième siècle, l'apprentissage du ski est dominé par les méthodes germaniques, notamment autrichiennes. La méthode française est mise au point par Émile Allais, Paul Gignoux, Georges Blanchon et Anton Seelos, entraîneur autrichien de l'équipe de France,. Cette technique de virage est basée sur le parallélisme des skis et le christiania pur, par opposition à la méthode germanique basée sur le chasse-neige,. Fin 1937, Allais et Gignoux publient une première méthode de ski française,.
La technique française gagne en notoriété avec les victoires françaises aux championnats du monde de ski alpin de 1937 (Émile Allais), et 1938 (James Couttet) et grâce aux films de Marcel Ichac. Il crée plusieurs films visant à affaiblir la domination germanique dans le cinéma de montagne en présentant les sportifs, la technique et les stations de ski de France. Il réalise Poursuites blanches en 1936 dans l'objectif de rivaliser avec Arnold Fanck, Leni Riefenstahl et Luis Trenker.

### Origines
Les premiers clubs de montagne, comme le Club alpin francais, naissent dans la deuxième moitié du dix-neuvième siècle. Les sociétés de ski commencent à éclore au tournant des années 1900, comptabilisant environ un millier de membres avant la Première Guerre mondiale.
En 1925, Charles Diebold crée une école de ski dans les Vosges au lac Blanc, commune d’Orbey, fonctionnant selon la méthode autrichienne. Lorsqu'il part créer la station expérimentale de Val-d'Isère au cours de la saison 1932-33, l'industriel alsacien s'installe au village afin d'initier les habitants au ski en proposant des cours de la méthode Arlberg. Par un clin d'œil à ses origines, il appellera ses leçons les « cours vosgiens »,. Les « cours vosgiens » dans les Alpes transmettent la technique « Arlberg » initiée et propagée par l’instructeur de ski dans l’armée autrichienne pendant la Grande Guerre, Hannes Schneider, promoteur du ski jouant des rôles dans de nombreux films sur la montagne. Il se distance de la méthode norvégienne en parlant de chasse-neige, de stem et de christiania.

### École nationale du ski français
L'activité alpine est difficile d'accès mais considérée comme essentielle au développement économique des territoires montagnards français. Le gouvernement décide donc d'investir dans un apprentissage accessible et rigoureux du ski. En 1937, le ministre des Sports Léo Lagrange, en partenariat avec la Fédération française de ski, permet la constitution de l’École nationale du ski français. Georges Blanchon en est le Président-fondateur il en deviendra le délégué général à partir de 1938 et Émile Allais le directeur technique ; ce dernier mettra au point la méthode d'apprentissage. L'ENSF englobe les écoles de ski déjà existantes en France, et son l'assemblée générale constitutive a lieu à Paris le 15 octobre 1937. Elle est chargée d'être garante du programme d'enseignement et de la valeur pédagogique des moniteurs, réglemente le prix des cours et réalise la propagande du ski français en France et à l'étranger.

Une médaille du club Piou Piou.

L'école du ski français est fondée en 1945 par Gaston Cathiard,, ainsi que le Syndicat national des moniteurs du ski français. En 1943 est créée l'École nationale de ski à l'Alpe d'Huez. En 1945, elle est implantée à Val-d'Isère, puis, en 1947, à Chamonix-Mont-Blanc où elle devient l’École nationale du ski et de l’alpinisme. Cette école gère la formation des nouveaux moniteurs de ski et est encadrée de près par l'école du ski français jusqu'à l'ouverture à la concurrence. Gaston Cathiard instaure une tenue de ski rouge pour les moniteurs et crée les récompenses, dont les étoiles, décernées aux skieurs formés. Dans les années 1950, les premières classes de neige ouvrent à la pratique du ski mais il faudra attendre les années 1960 et le plan neige de Georges Pompidou : celui-ci marque le début d'une véritable démocratisation des sports d'hiver. Le plan neige voit une centaine de stations ouvrir entre 1965 et 1975 tandis que l'école du ski français double de taille et passe de 1 700 moniteurs à 5 500,.

### Fin du monopole officiel
Des tensions naissent entre les moniteurs, entre autres concernant le favoritisme dans l'attribution des clients aux anciens ou locaux. Certains, souhaitant mettre fin au monopole du SNMSF, quittent alors la structure pour en créer une nouvelle : en 1977, c'est la naissance de l'École de ski internationale (ESI), habillée en bleu. Ses moniteurs sont souvent anglophones et plus jeunes, visant une clientèle majoritairement britannique. D'autres écoles seront créées par la suite comme Evolution 2 ou Oxygène. Le nom même de l'ESF est contesté, laissant penser que l'école serait un service public.
Il existe environ 200 écoles de ski en France, qui comptent au total 3 000 moniteurs en 2019 pour 17 000 de l'ESF. Au sein de ces trois milliers, 2 000 moniteurs appartiennent à l'École de ski internationale.

## Économie

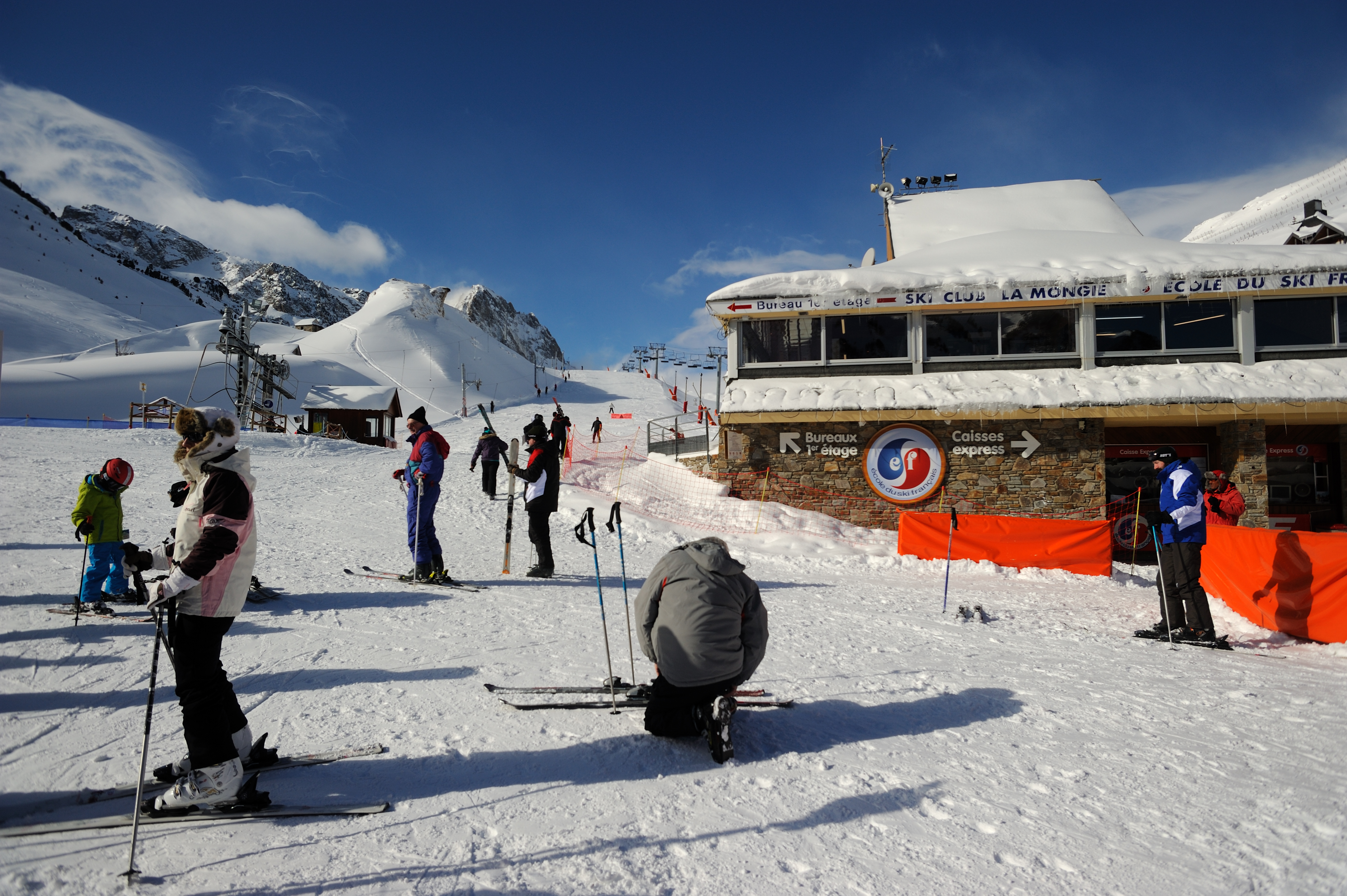
L'école ESF de La Mongie.

Dans les années 2020, 17 000 moniteurs sont répartis dans 250 stations, avec un nombre en baisse après Covid. L'école du ski français capte plus de 85 % des parts de marché de l'enseignement du ski en France et réalise plus de 260 millions d'euros de chiffre d'affaires annuel. Il s'agit de la plus grosse école de ski au monde avec 2,5 millions de clients en 2022.
Des partenariats sont créés avec différentes entreprises de tourisme ; le partenariat avec le Club Med rapporte 13 millions d'euros par an à l'ESF dans les années 2010.
Les moniteurs de ski sont des travailleurs libéraux affiliés à un syndicat, et non pas des salariés des écoles de ski. Ils reversent environ 14 % de l'argent gagné à l'ESF. Les femmes représentent un quart de l'effectif. Les heures de cours sont réparties par l'ESF en fonction de l'ancienneté : 14 % des moniteurs de ski de plus de 80 ans sont encore en activité, et plus de la moitié des plus de 70 ans. Les deux tiers des moniteurs ont deux activités saisonnières.

## Enseignement

### Sections

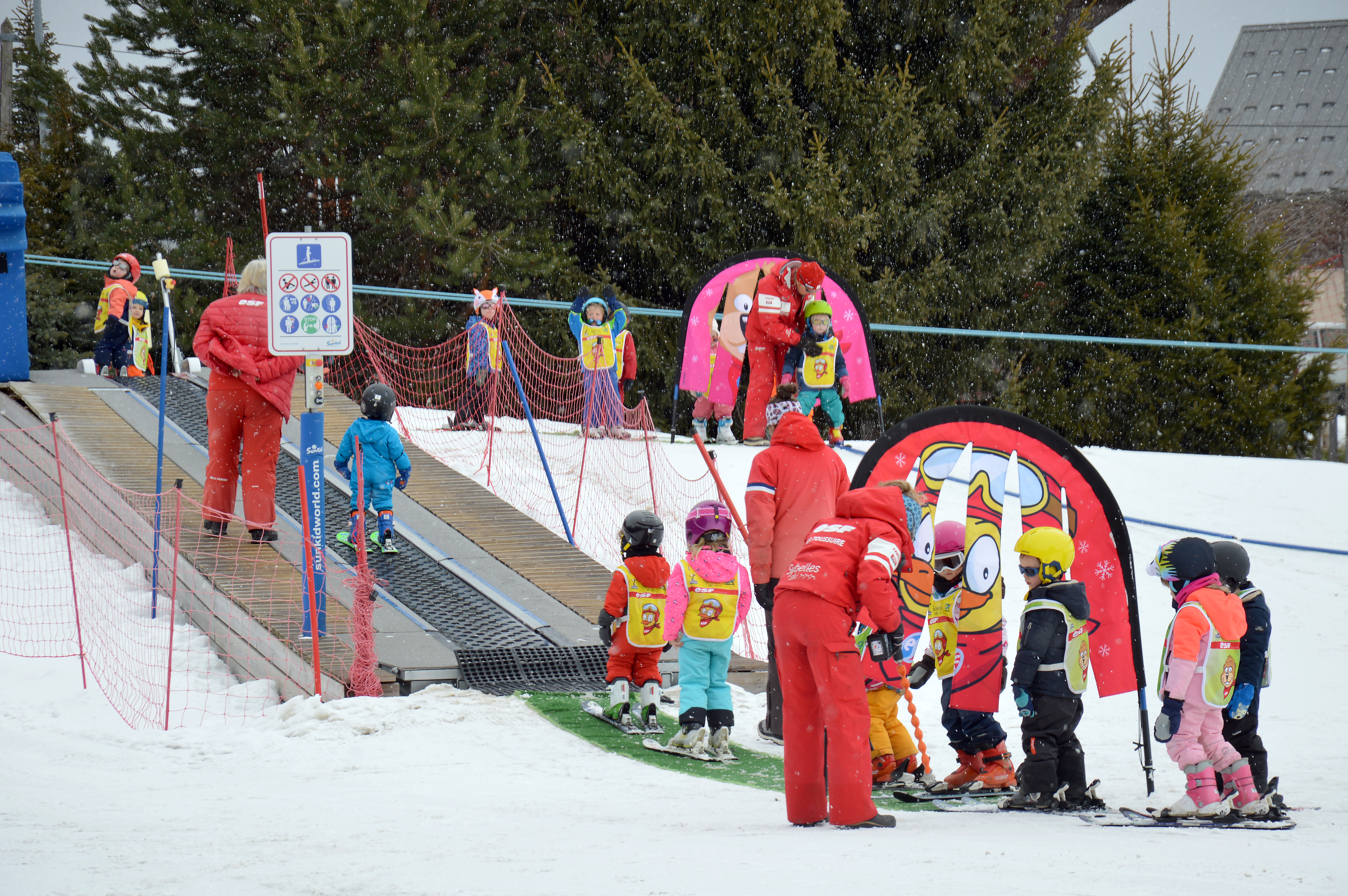
Club Piou Piou à La Toussuire.

Selon les stations, les disciplines enseignées sont le ski alpin, le snowboard, le freestyle (ski et snowboard), les activités nordiques (ski de fond, biathlon, balade en raquettes, ski de randonnée, télémark) et le ski alpin handisport.
Les jardins d'enfants vieillissants sont remis au goût du jour dans les années 2000, avec l'introduction de personnages animaliers, et s'appellent depuis « Clubs Piou-Piou ».
Certaines écoles organisent dans la saison des descentes aux flambeaux nocturnes sur leur domaine auxquelles le public peut être invité. En 2022, l'ESF teste dans quatre stations des stages d'été, afin de se diversifier.

### Formation des moniteurs
Les moniteurs, surnommés « pulls rouges » à cause de leurs tenues à la couleur caractéristique, sont diplômés de l’École nationale de ski et d'alpinisme (ENSA) ou en cours d’obtention du diplôme (statut de stagiaire). La formation dure 4 ans et coûte 5 000 euros.

## Costume

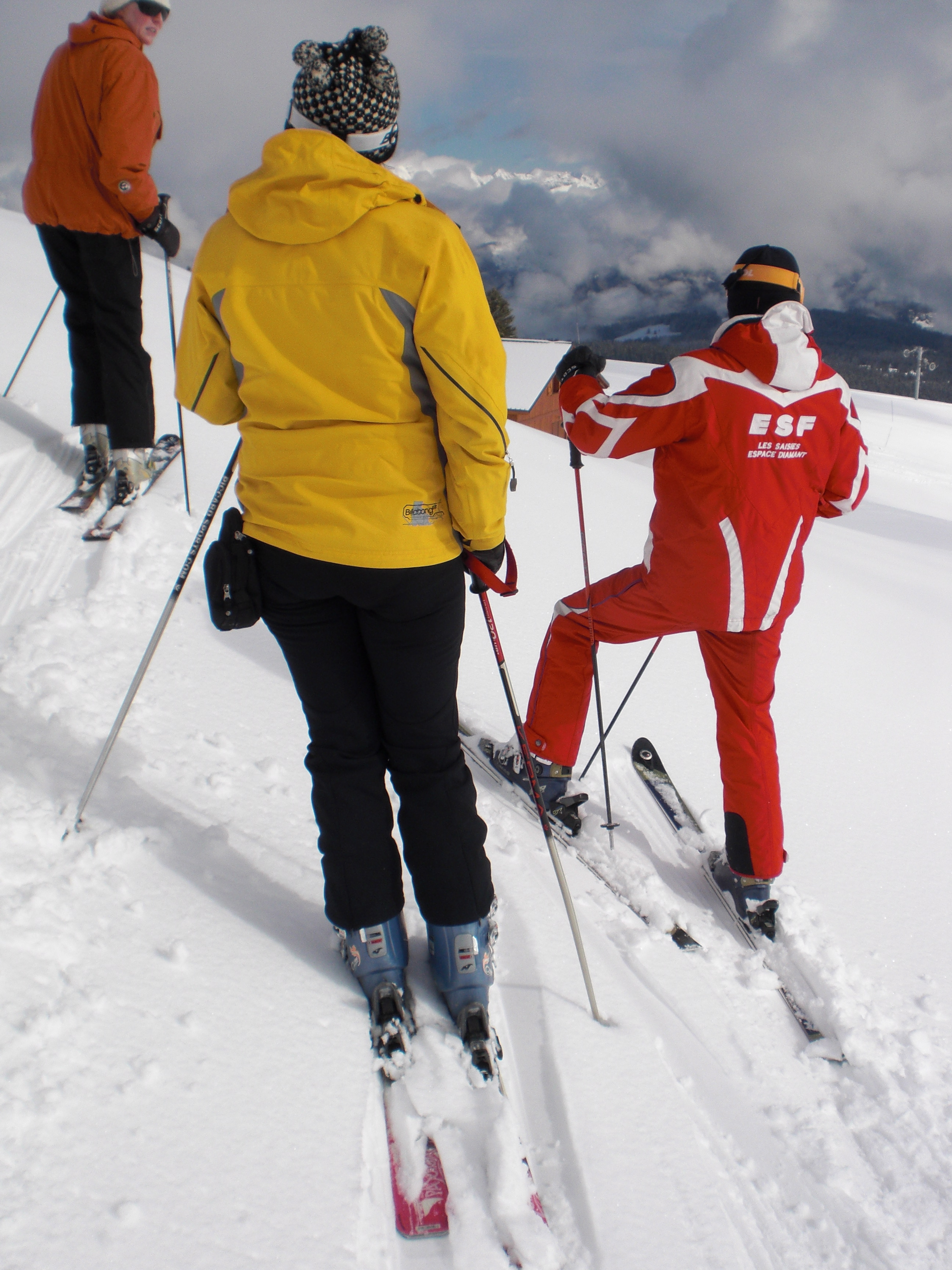
Un moniteur avec deux élèves

Gaston Cathiard instaure une tenue de ski rouge pour les moniteurs à partir de 1958 mais elle ne s'impose réellement que dans les années 1980. Dans les années 2000, le pull est fabriqué à l'étranger. En 2007, la fabrication des pulls est confiée à Avance Diffusion, entreprise française ; ils sont produits d'abord en Roumanie, où ils sont déjà produits depuis 2003, puis à partir de 2013 au Creusot,. Si le pull-rouge devient une caractéristique des moniteurs, jusqu'à devenir un surnom, de nos jours des vêtements plus techniques sont employés, toujours rouges. La tenue complète est achetée par le moniteur tous les deux ans.

## Lobbying
L'ESF utilise régulièrement son poids au sein du secteur pour protéger ses intérêts. Il lui arrive par exemple en 2019 de boycotter une réunion au Ministère des Sports qui vise à parler d'une simplification de la formation des moniteurs. La formation peut être faite à l'ENSA, encadrée historiquement par l'ESF, ou dans une école de ski d'au moins dix moniteurs, cas de figure très rare pour les autres organisations.
En 2000, l'ESF mène une campagne de lobbying et parvient à obtenir une dérogation à la liberté de circulation des travailleurs pour les moniteurs français, forçant les autres moniteurs à obtenir une équivalence s'ils veulent exercer en France,. L’organisation participe avec les fédérations de ski autrichienne et italienne à un cadre de formation unique pour l'Union européenne.
Depuis des décennies, les moniteurs sont eux souvent présents au sein des conseils municipaux des stations de ski.